# Медресе (село)
Медресе (кирг. Медресе) — село в Кара-Сууском районе Ошской области Кыргызстана. Входит в состав Шаркского айылного аймака.

## География
Село расположено в северо-западной части области, у северо-восточной окраины города Ош, на расстоянии приблизительно 17 километров (по прямой) к юго-юго-западу от города Кара-Суу, административного центра района.

## История
Населённый пункт получил статус села 15 марта 2021 года.

## Население
Согласно оценочным данным Национального статистического комитета Кыргызской Республики, численность населения села на начало 2023 года составляла 2515 человек.